# Qualifications du championnat du monde masculin de volley-ball 2018
Le  Championnat du monde masculin de volley-ball 2018 verra s'affronter 24 équipes. Trois places sont affectées aux hôtes, l'Italie et la Bulgarie, et au précédent vainqueur, la Pologne. Les 21 places restantes seront déterminées par l'intermédiaire d'un processus de qualification , où chaque équipe sera confrontée aux autres dans cinq tournois de confédérations FIVB.

## Équipes qualifiées
| Équipe   | Qualification     | Date de qualification | Apparition en phase finale |
| -------- | ----------------- | --------------------- | -------------------------- |
| Pologne  | Tenant du titre   | 21 septembre 2014     | 17ème                      |
| Brésil   | Champion CSV 2015 | 4 octobre 2015        | 17ème                      |
| Italie   | Hôte              | 9 décembre 2015       | 17ème                      |
| Bulgarie | Hôte              | 9 décembre 2015       | 18ème                      |

## Processus de qualification par confédération
La répartition des places par confédération pour le Championnat du monde de volley-ball masculin 2018 sera la suivante :
- Asie et Océanie (AVC): 4 places
- Afrique (CAVB): 3 places
- Europe (CEV): 7 places (+ Italie et Bulgarie qualifiées automatiquement en tant qu'hôtes + Pologne qualifiée automatiquement en tant que tenant du titre - pour un total de 10 places)
- Amérique du Sud (CSV): 2 places
- Amérique du Nord (NORCECA): 5 places

### AVC
Les équipes en gras sont qualifiées pour le championnat du monde 2018. Entre parenthèses est indiqué le tour où les équipes ont été éliminées.
- Australie
- Bangladesh  (tour subzonal)
- Chine
- Corée du Sud (tour final)
- Émirats arabes unis (tour zonal)
- Fidji (tour zonal)
- Iran
- Japon
- Kazakhstan (tour final)
- Kirghizistan (tour zonal)
- Macao (tour zonal)
- Maldives (tour subzonal)
- Birmanie (tour zonal)
- Nouvelle-Zélande (tour final)
- Pakistan (tour zonal)
- Qatar (tour final)
- Taïwan (tour final)
- Thaïlande (tour final)
- Tonga (tour zonal)
- Viêt Nam (tour zonal)

| Forfaits - Afghanistan (tour subzonal) - Turkménistan (tour subzonal) | Suspension - Inde (tour zonal) |

### CAVB
Les équipes en gras sont qualifiées pour le championnat du monde 2018. Entre parenthèses est indiqué le tour où les équipes ont été éliminées.
- Algérie (championnat d'Afrique)
- Botswana (championnat d'Afrique)
- Cameroun
- Tchad (championnat d'Afrique)
- RD Congo (championnat d'Afrique)
- Égypte
- Ghana (championnat d'Afrique)
- Côte d'Ivoire (premier tour)
- Kenya (championnat d'Afrique)
- Libye (championnat d'Afrique)
- Maroc (championnat d'Afrique)
- Niger (championnat d'Afrique)
- Nigeria (championnat d'Afrique)
- Rwanda (championnat d'Afrique)
- Soudan du Sud (premier tour)
- Swaziland (premier tour)
- Tunisie
- Ouganda (premier tour)

Forfaits
- Burundi (premier tour)
- Cap-Vert (championnat d'Afrique)
- République centrafricaine (premier tour)
- République du Congo (championnat d'Afrique)
- Gabon (premier tour)
- Gambie (premier tour)
- Lesotho (premier tour)
- Madagascar (premier tour)
- Malawi (premier tour)
- Mauritanie (premier tour)
- Mozambique (championnat d'Afrique)
- Namibie (premier tour)
- Sénégal (premier tour)
- Seychelles (premier tour)
- Soudan (premier tour)
- Tanzanie (premier tour)
- Zambie (championnat d'Afrique)
- Zimbabwe (premier tour)

### CEV
Les équipes en gras sont qualifiées pour le championnat du monde 2018. Entre parenthèses est indiqué le tour où les équipes ont été éliminées.
- Allemagne (troisième tour)
- Andorre (premier tour)
- Autriche (deuxième tour)
- Azerbaïdjan (deuxième tour)
- Belgique
- Biélorussie (troisième tour)
- Croatie (deuxième tour)
- Chypre (deuxième tour)
- Danemark (deuxième tour)
- Écosse (premier tour)
- Espagne (troisième tour)
- Estonie (troisième tour)
- Finlande
- France
- Géorgie (deuxième tour)
- Grèce (deuxième tour)
- Hongrie (deuxième tour)
- Îles Féroé (premier tour)
- Irlande du Nord (deuxième tour)
- Islande (deuxième tour)
- Israël (deuxième tour)
- Kosovo (deuxième tour)
- Lettonie (deuxième tour)
- Luxembourg (deuxième tour)
- Moldavie (deuxième tour)
- Monténégro (deuxième tour)
- Pays-Bas
- Norvège (deuxième tour)
- Portugal (deuxième tour)
- Tchéquie (deuxième tour)
- Roumanie (deuxième tour)
- Russie
- Serbie
- Slovaquie (troisième tour)
- Slovénie (Deuxième Tour)
- Suède (deuxième tour)
- Suisse (deuxième tour)
- Turquie (deuxième tour)
- Ukraine (deuxième tour)

### CSV
Les équipes en gras sont qualifiées pour le championnat du monde 2018.
- Argentine
- Brésil
- Chili
- Colombie
- Paraguay
- Pérou
- Uruguay
- Venezuela

### NORCECA
Les équipes en gras sont qualifiées pour le championnat du monde 2018. Entre parenthèses est indiqué le tour où les équipes ont été éliminées.
- Anguilla (deuxième tour)
- Antigua-et-Barbuda (deuxième tour)
- Aruba (premier tour)
- Bahamas (deuxième tour)
- Barbade (deuxième tour)
- Belize (premier tour)
- Bermudes (premier tour)
- Canada
- Costa Rica (championnat NORCECA)
- Cuba
- Curaçao (deuxième tour)
- Dominique (deuxième tour)
- République dominicaine
- États-Unis
- Grenade (premier tour)
- Guadeloupe (premier tour)
- Guatemala (tour final)
- Haïti (deuxième tour)
- Honduras (premier tour)
- Îles Caïmans (premier tour)
- Îles Turques-et-Caïques (premier tour)
- Îles Vierges britanniques (premier tour)
- Îles Vierges des États-Unis (premier tour)
- Jamaïque (deuxième tour)
- Martinique (championnat NORCECA)
- Mexique (tour final)
- Montserrat (premier tour)
- Nicaragua (premier tour)
- Panama (premier tour)
- Porto Rico
- Saint-Christophe-et-Niévès (deuxième tour)
- Saint-Eustache (premier tour)
- Sainte-Lucie (championnat NORCECA)
- Saint-Martin (deuxième tour)
- Saint-Martin (deuxième tour)
- Saint-Vincent-et-les-Grenadines (championnat NORCECA)
- Salvador (premier tour)
- Suriname (deuxième tour)
- Trinité-et-Tobago (championnat NORCECA)

Forfait
- Bonaire (premier tour)
- Saba (premier tour)